# São Miguel do Aleixo
São Miguel do Aleixo är en kommun i Brasilien.   Den ligger i delstaten Sergipe, i den östra delen av landet, 1 300 km nordost om huvudstaden Brasília. Antalet invånare är 3 702.
Omgivningarna runt São Miguel do Aleixo är huvudsakligen savann. Runt São Miguel do Aleixo är det ganska glesbefolkat, med 25 invånare per kvadratkilometer.